# سیارک ۱۶۴۰۰۶
سیارک ۱۶۴۰۰۶ (به انگلیسی: 164006 Thierry، نامگذاری:2003UT185) صد و شصت و چهار هزار و ششمین سیارک کشف شده‌است که در ۲۱ اکتبر ۲۰۰۳ کشف شد.